# 崔永军
崔永军（1971年—），河北大名人，汉族，中华人民共和国政治人物、第十二届全国人民代表大会解放军代表。
毕业于南京政治学院军队政治工作学专业。加入中国共产党。2013年，担任全国人大代表。